# サンドラ・ニールソン
サンドラ・ニールソン＝ベル（英: Sandra Neilson-Bell、1956年3月20日 - ）は、アメリカ合衆国の元競泳選手。得意種目は自由形。
カリフォルニア州バーバンク生まれ。16歳で出場した1972年のミュンヘンオリンピックで、3個の金メダルを獲得した。そのうち100m自由形では、人気のあったオーストラリアのシェーン・グールドやチームメイトのシャーリー・ババショフに競り勝っての金であった。
1986年に国際水泳殿堂入り。